# 2e régiment de tirailleurs malgaches
Pour les articles homonymes, voir 2e régiment et Régiment de tirailleurs malgaches.
Le 2e régiment de tirailleurs malgaches (2e RTM) est une unité militaire des troupes coloniales, rattachée à l'Armée de terre française et stationné sur l'île de Madagascar.

## Création et différentes dénominations
- 1897 : formation du 2e régiment de tirailleurs malgaches
- 1926 : devient régiment de tirailleurs malgaches

## Historique
Le régiment est créé le 6 juin 1897, décision locale prise le 30 mai et officialisée par décret du 10 octobre. Le régiment compte initialement un bataillon à quatre compagnies, constituées pour moitié de tirailleurs issus du 1er régiment de tirailleurs malgaches et pour moitié de nouvelles recrues. Le 2e RTM passe à trois bataillons l'année suivante, le 2e bataillon étant créé le 1er juillet 1898 par transfert des 11e, 12e, 15e et 16e compagnies du 1er RTM et le 3e bataillon avec les recrues excédentaires des deux régiments. Le 2e RTM a alors l'organisation suivante :
- 1re compagnie et dépôt : Soanerana (près de Tananarive)

- 2e compagnie : Ankavondra
- 3e compagnie : Fenoarivo
- 4e compagnie : Beria
- 5e compagnie : Soavinandriana
- 6e compagnie : Midongy
- 7e compagnie : Tamotano
- 8e compagnie : Ihosy
- 9e compagnie : Miandrivazo
- 10e compagnie : Miarinarivo
- 11e compagnie : Maintirano
- 12e compagnie : Morondava

Après l'arrivée en renfort d'un bataillon de tirailleurs sénégalais vers 1899, le 3e bataillon est dissous et le 2e régiment réduit à huit compagnies . En 1902, la portion centrale du régiment quitte Soanerana et rejoint Tamatave. En 1908, le régiment a donc l'organisation suivante :
- État-major, 9e, 10e, 11e compagnies : Tamatave
- 1re compagnie : Midongy
- 2e compagnie : Ranomafana
- 3e compagnie : Vondrozo
- 4e compagnie : Fort-Dauphin
- 5e compagnie : Ivohibe
- 6e compagnie : Farafangana
- 7e compagnie : Betroka
- 8e compagnie : Ambovombe
- 12e compagnie : Iakora

En 1913, la numérotation des compagnies a changé :
- État-major, 1re, 2e, 3e et 4e compagnies : Tamatave
- 5e compagnie : Tuléar
- 6e compagnie : Farafangana
- 7e compagnie : Betroka
- 8e compagnie : Midongy
- 9e compagnie : Fort-Dauphin
- 10e compagnie : Tsivory
- 11e compagnie : Ambovombe
- 12e compagnie : Ampanihy

Le 1er juin 1926, le 2e régiment de tirailleurs malgaches, portion centrale à Tamatave, est renommé régiment de tirailleurs malgaches,.

## Drapeau
Le régiment reçoit son drapeau des mains du président Raymond Poincaré le 14 juillet 1913. Il porte l'inscription Madagascar 1895.